# Chủ nghĩa dân tộc Việt Nam

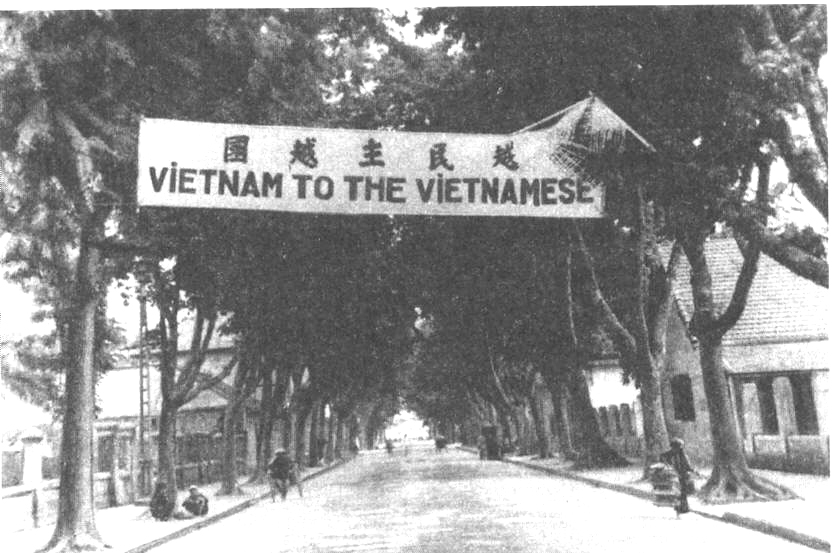
Khẩu hiệu được giăng tại Hà Nội hậu Đệ nhị Thế Chiến. "Việt dân chủ Việt quốc" (Nước Việt-Nam của người Việt-Nam)

Chủ nghĩa dân tộc Việt Nam, là một hình thức của chủ nghĩa dân tộc tại Việt Nam, nhằm thúc đẩy quá trình thống nhất (đồng hóa) văn hóa và tôn vinh bản sắc dân tộc của người Việt tại Việt Nam. 

## Lịch sử

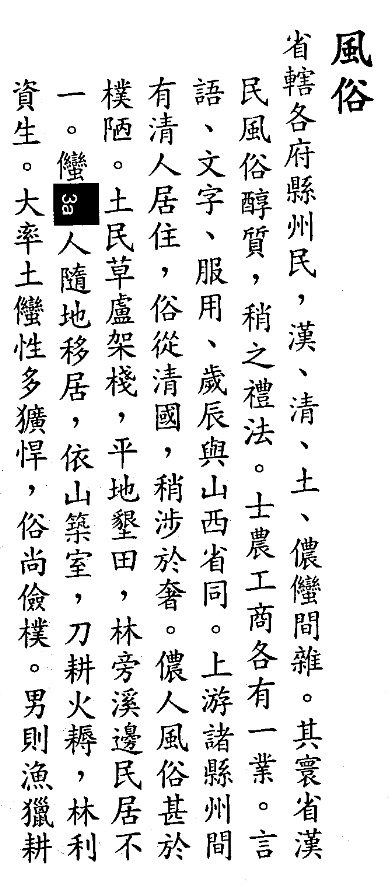
Một văn bản từ thời Đồng Khánh đề cập về nhân khẩu của tỉnh Hưng Hóa. Văn bản này gọi các nhóm dân tộc là "Hán (漢), "Thanh" (清), và "Thổ"(土). Điều này chỉ ra rằng trong giai đoạn người Pháp đặt ách thống trị người Việt vẫn duy trì tư tưởng "Tôn Hoa Nhương Di". Trích tác phẩm Đồng Khánh địa dư chí.

Trong thời kỳ Âu Lạc và Nam Việt，chủ nghĩa dân tộc không được thể hiện rõ do hệ thống cơ cấu quyền lực nhà nước không đủ mạnh. Tuy nhiên sau đó đã có rất nhiều cuộc khởi nghĩa nổ ra trong suốt nghìn năm Bắc thuộc của các triều đại Trung Hoa, và cuối cùng giành lại được độc lập sau trận Bạch Đằng năm 938. Một số sử gia hiện đại cho rằng đây là biểu hiện của chủ nghĩa dân tộc đã hình thành và phát triển nhanh chóng. Hai tác phẩm Nam quốc sơn hà và Bình Ngô đại cáo đều là những tác phẩm được truyền lại cho nhiều thế hệ người Việt, phản ánh chủ nghĩa ái quốc và ý thức bảo vệ chủ quyền quốc gia cũng được xem là biểu hiện của chủ nghĩa dân tộc, đồng thời cũng là những tuyên ngôn độc lập đầu tiên của Việt Nam tiên phong việc khẳng định chủ quyền quốc gia. 
Vào thế kỷ 17 tại miền Bắc dưới thời trị vì chúa Trịnh, người Trung Quốc muốn nhập cư phải tuân thủ các phong tục của Việt Nam và hạn chế tiếp xúc với người Việt trong các phủ. Tuy nhiên ở phía Nam, chúa Nguyễn lại cho phép nhiều người Trung Quốc định cư trên những vùng đất mới khai hoang. Các học giả Trung Quốc nhập cư thậm chí đã trở thành quan lại.
Sau khi đánh bại nhà Tây Sơn, Nguyễn Ánh lên ngôi Hoàng đế thành lập nhà Nguyễn và hoàn thành cuộc Nam tiến kéo dài suốt 700 năm. Kể từ thời nhà Lý, nhà Nguyễn đã tiến hành nhiều cuộc xâm lược và thực dân hóa toàn bộ Chăm Pa và một số khu vực của đế quốc Khmer. Dưới thời trị vì của nhà Nguyễn (triều đại chịu ảnh hưởng nhiều nhất bởi văn hóa Trung Hoa và tư tưởng Khổng Tử), họ cố gắng đồng hóa tất cả các dân tộc thiểu số tại thuộc địa đang chiếm đóng bằng cách buộc  người dân phải tuân thủ các phong tục Việt Nam (đã được Hán hóa). Nhà Nguyễn sao chép các quan điểm của Trung Hoa về Trung Nguyên, tự cho bản thân là một nền văn hóa thượng đẳng, khác biệt so với các quốc gia được Ấn hóa như Chăm Pa và đế quốc Khmer. Nhà Nguyễn tin rằng họ đang thực hiện sứ mệnh khai sáng văn minh đối với nhóm người dân tộc thiểu số, nhóm người bị coi là "man di".
Sau khi nhà Nguyễn lên nắm quyền, vương triều này đã thực hiện các chính sách Việt hóa đối với những người không phải là người Việt. Trong giai đoạn mở rộng lãnh thổ về phía Nam, Hoàng đế Gia Long đã tuyên bố: "Hán Di hữu hạn" (漢夷有限) - khẳng định phân biệt rõ ràng giữa người Việt và những dân tộc khác. Hoàng đế Minh Mạng (con trai vua Gia Long) đã lên tiếng về việc người Việt cưỡng chế các dân tộc thiểu số tuân theo phong tục Trung-Việt, ông nói: "Cần hy vọng rằng những phong tục thô tục của họ sẽ dần bị lãng quên, họ sẽ ngày càng bị ảnh hưởng bởi nền văn minh của người Hán". Dưới ảnh hưởng của quan điểm đó, Nhà Nguyễn đã từng tự gọi họ là 'Hán nhân".

## Thời hiện đại

### Kinh tế
Người Việt thời hiện đại ngày càng có xu hướng bài trừ hàng hóa từ Trung Quốc, thay vào đó ưu tiên hàng hóa được sản xuất tại Việt Nam. Đây là phong trào "Người Việt dùng hàng Việt", nhằm đối trọng với hàng hóa "Made in China".

### Văn hóa
Mặc dù nằm trong phạm vi ảnh hưởng của văn hóa Á Đông, nhưng Việt Nam vẫn khẳng định bản thân quốc gia này là một phần của văn hóa Đông Nam Á. Dù thuộc vùng văn hóa bị Trung Quốc ảnh hưởng và chia sẻ nhiều yếu tố văn hóa như Nho giáo, cũng như đã từng sử dụng chữ Nôm và chữ Hán làm hệ thống chữ viết, một số người dân tộc chủ nghĩa Việt Nam vẫn từ chối thừa nhận sự ảnh hưởng của Trung Quốc đối với Việt Nam. Họ tin rằng trước khi bị ảnh hưởng bởi Trung Quốc, người Việt đã có một nền văn hóa đặc trưng, điển hình như văn hóa Đông Sơn và nghề trồng lúa nước được dẫn dắt bởi người Nam Á. Trong quá trình tiếp xúc và đô hộ nước Chăm Pa (được Ấn Độ hóa), những người theo chủ nghĩa dân tộc Việt Nam tin rằng đất nước họ là điểm giao thoa giữa hai nền văn hóa Ấn Độ và Trung Hoa.
Sách giáo trình Việt Nam đề cập đến ảnh hưởng của văn hóa Trung Quốc, nhưng từ chối công nhận các yếu tố Trung Quốc tại Việt Nam. Miền Bắc Việt Nam hiện nay được coi là một phần của lãnh thổ của các bộ lạc Bách Việt, vì vậy họ tin rằng những những điểm tương đồng xuất phát từ việc văn hóa Trung Quốc bị ảnh hưởng bởi văn hóa Bách Việt khi lãnh thổ của họ bị người Hán (Trung Quốc) xâm lược.

### Giáo dục
Lòng tự tôn dân tộc được thể hiện rất nhiều trong sách giáo trình tại Việt Nam, đặc biệt là về quá trình phát triển và những chiến công của các anh hùng dân tộc trong lịch sử. Những sự kiện lịch sử và nhân vật lịch sử của Việt Nam vẫn được nhắc đến nhiều trong hệ thống giáo dục cho giới trẻ và cũng được thế hệ lớn tuổi truyền lại, điều này được xem là yếu tố chính giúp chủ nghĩa dân tộc Việt Nam vẫn còn tồn tại.